# T & T Supermarché
T & T Supermarket (en chinois : 大統華超級市場) est la plus grande chaîne de supermarchés asiatiques au Canada. Le premier magasin a ouvert en 1993 dans le centre commercial Metrotown de Burnaby, dans la banlieue de Vancouver. Elle a des succursales en Colombie-Britannique, en Alberta, en Ontario et au Québec, et depuis 2024, une succursale dans l'État de Washington aux États-Unis.
Le nom T&T représente les noms des deux filles de la fondatrice Cindy Lee : Tina et Tiffany. Son nom en chinois représente pourtant les noms des deux principaux investisseurs impliqués lors de la création de la société en 1993 : Tawa Supermarket Inc. (大華) et Uni-President (統一) de Tainan, Taïwan.
L'entreprise a son siège social à Richmond (Colombie-Britannique). Les magasins varient en taille de 3 300 à 6 900 m2 où en plus des nombreux rayons que l'on trouve dans un supermarché ordinaire, disposent d'une boulangerie sur place, d'une épicerie asiatique, d'un rayon de sushis et de barbecue chinois. La chaîne est depuis 2009 une filiale de Loblaw Limitée.

## Succursales

### Alberta
- Calgary (4 magasins)
- Edmonton (3 magasins)

### Colombie-Britannique
- Burnaby
- Coquitlam (2 magasins)
- Langley
- Richmond (3 magasins)
- Vancouver (4 magasins)
- West Vancouver

### Ontario
- Aurora
- London
- Markham (3 magasins)
- Mississauga
- Ottawa (2 magasins)
- Richmond Hill
- Toronto (2 magasins)
- Vaughan
- Waterloo

### Québec
- Brossard
- Montréal

### États-Unis
- Bellevue (Washington)